# Разданское железорудное месторождение

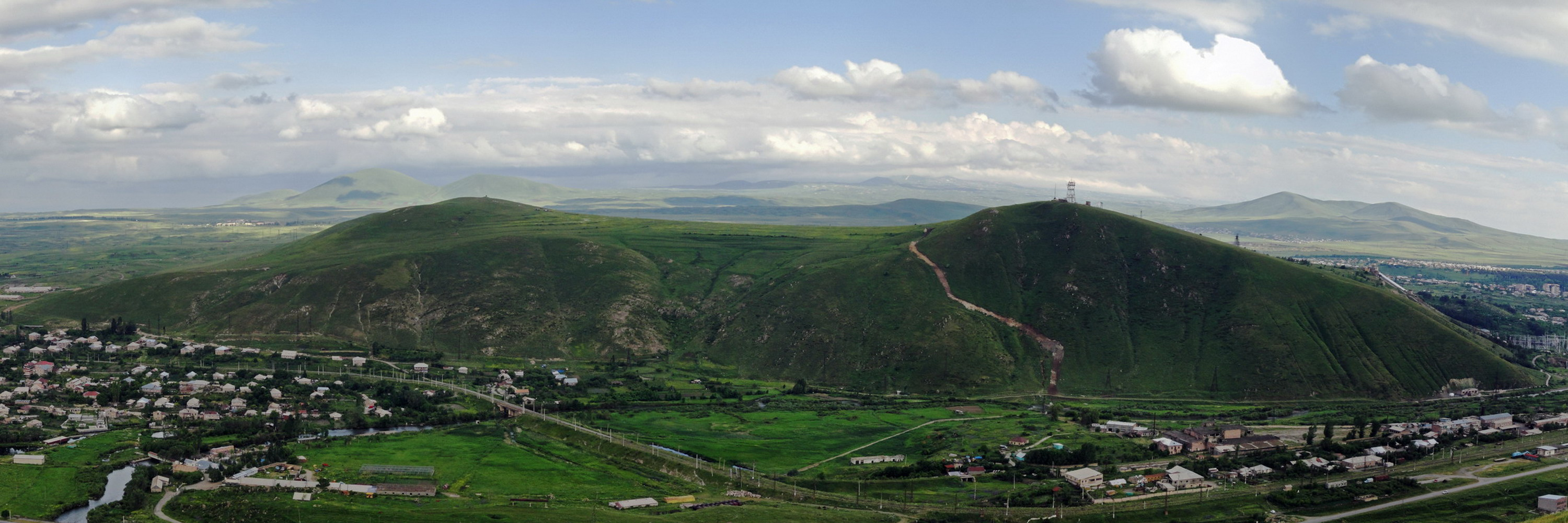
Гора Судагян, в которой находится месторождение железа

Разда́нское железорудное месторождение — третье по запасам месторождение железной руды в Армении, находится в Котайкской области, близ города Раздан. Руда месторождения характеризуется чистотой и качеством руды (40 % железа в руде) и наличием ряда редких металлов, в частности висмута, вследствие чего руда обладает высокими свойствами. Кроме того, залежи руды расположены вблизи от поверхности. Запасы месторождения составляют около 77 млн тонн.
Есть доступ к необходимым инфраструктурам, таким, как водоснабжение, электроэнергия, и доступ к дорогам, что позволит быстро разрабатывать ресурсы. При отработке месторождения на всю глубину распространения (до 300 м) средний коэффициент раскрыва составит всего 0,6 м³/т.
В 2012 году китайская компания «Fortune Oil» начала разработку месторождения, однако эксплуатация рудника несёт непоправимый вред экологии. В частности, в зоне экологической опасности расположены Макраванские родники, которые обеспечивают водой город Раздан на целых 40%. В данный момент эксплуатация приостановлена. 
Конечный продукт планировалось экспортировать по железной дороге в крупный порт либо в Грузию, либо в Турцию, либо в Иран, а конечным рынком должен был быть Китай.
Разданское железорудное месторождение является одним из трёх железорудных месторождений Армении наряду с Сваранцским и Абовянским месторождениями. 